# Trifenilarsina
La trifenilarsina è il composto chimico di formula As(C6H5)3, normalmente abbreviata come AsPh3. In condizioni normali è un solido cristallino incolore. Viene usato come legante e reagente in chimica organometallica e nella sintesi organica.

## Struttura e proprietà
La trifenilarsina è un solido cristallino bianco, insolubile in acqua. La molecola ha struttura piramidale; le distanze di legame As–C sono di 194,2–195,6 pm e gli angoli di legame C–As–C sono di 99,6–100,5°.

## Sintesi
AsPh3 si prepara per reazione tra tricloruro di arsenico e clorobenzene, usando sodio come riducente. Come prodotto secondario si forma anche difenilcloroarsina.
AsCl3  +  3PhCl  +  6Na  →  AsPh3  +  6NaCl

## Usi
AsPh3 è il precursore del cloruro di tetrafenilarsonio, [AsPh4]Cl, un comune agente precipitante. Con metalli in basso stato di ossidazione AsPh3 forma complessi analoghi ai corrispondenti derivati della trifenilfosfina, come Ir(CO)Cl(AsPh3)2 e RhCl(AsPh3)3.

## Indicazioni di sicurezza
AsPh3 è disponibile in commercio. Il composto è tossico per inalazione ed ingestione, ed è irritante per pelle e mucose. È cancerogeno per l'uomo. È molto tossico per gli organismi acquatici.